# 原田大輝 (サッカー選手)
原田 大輝（はらだ ひろき、1994年10月10日 - ）は、茨城県美浦村出身の元サッカー選手。現役時代のポジションはGK。

## 経歴
5歳からサッカー一筋で、小学生からゴールキーパーとしてプレーする。2007年から鹿島アントラーズジュニアユースに所属。2010年から常総学院高等学校のサッカー部でプレー。2013年に亜細亜大学へ進学。2017年からフィリピンのスタリオン・ラグナFCに所属。同年12月11日、ヴァンラーレ八戸に加入することが発表された。
2018年11月30日、現役を引退することが発表された。

## 人物・エピソ－ド
大学時代にはFWとしてリーグ戦に出場したことがある。

## 所属クラブ
- 2007年 - 2010年 鹿島アントラーズジュニアユース
- 2010年 - 2013年 常総学院高等学校 サッカー部
- 2013年 - 2017年 亜細亜大学 体育会サッカー部
- 2017年  スタリオン・ラグナFC
- 2018年  ヴァンラーレ八戸

## 個人成績
| 国内大会個人成績 | 国内大会個人成績   | 国内大会個人成績 | 国内大会個人成績 | 国内大会個人成績 | 国内大会個人成績 | 国内大会個人成績 | 国内大会個人成績 | 国内大会個人成績 | 国内大会個人成績 | 国内大会個人成績 | 国内大会個人成績 |
| 年度             | クラブ             | 背番号           | リーグ           | リーグ戦         | リーグ戦         | リーグ杯         | リーグ杯         | オープン杯       | オープン杯       | 期間通算         | 期間通算         |
| 年度             | クラブ             | 背番号           | リーグ           | 出場             | 得点             | 出場             | 得点             | 出場             | 得点             | 出場             | 得点             |
| フィリピン       | フィリピン         | フィリピン       | フィリピン       | リーグ戦         | リーグ戦         | リーグ杯         | リーグ杯         | オープン杯       | オープン杯       | 期間通算         | 期間通算         |
| ---------------- | ------------------ | ---------------- | ---------------- | ---------------- | ---------------- | ---------------- | ---------------- | ---------------- | ---------------- | ---------------- | ---------------- |
| 2017             | スタリオン・ラグナ |                  | PFL              |                  |                  |                  |                  |                  |                  |                  |                  |
| 日本             | 日本               | 日本             | 日本             | リーグ戦         | リーグ戦         | リーグ杯         | リーグ杯         | 天皇杯           | 天皇杯           | 期間通算         | 期間通算         |
| 2018             | 八戸               | 26               | JFL              | 0                | 0                | -                | -                | -                | -                | 0                | 0                |
| 通算             | フィリピン         | フィリピン       | PFL              |                  |                  |                  |                  |                  |                  |                  |                  |
| 通算             | 日本               | 日本             | JFL              | 0                | 0                | -                | -                | -                | -                | 0                | 0                |
| 総通算           |                    |                  |                  |                  |                  |                  |                  |                  |                  |                  |                  |